# فردی مین
فردی مین (انگلیسی: Ferdy Mayne؛ ۱۱ مارس ۱۹۱۶ – ۳۰ ژانویهٔ ۱۹۹۸) هنرپیشه اهل آلمان بود.
از فیلم‌هایی که وی در آن نقش داشته است می‌توان به کونان ویرانگر، خون‌آشام‌کشان نترس، انتقام پلنگ صورتی، هشت زنگ به صدا در می‌آیند، مسیحی جادویی و دزدان دریایی اشاره کرد.